# محوطه سراب خانی
محوطه سراب خانی در شهرستان خرم‌آباد، بخش پاپی، دهستان کشور، روستای سراب خانی واقع شده و این اثر در تاریخ ۱۸ اسفند ۱۳۸۷ با شمارهٔ ثبت ۲۵۲۶۷ به‌عنوان یکی از آثار ملی ایران به ثبت رسیده است.